# アレクサンドラ・ペトロヴナ
アレクサンドラ・ペトロヴナ（ロシア語: Александра Петровна, ラテン文字転写: Alexandra Petrovna, 1838年6月2日 - 1900年4月25日）は、ロシアの皇族、ロシア大公妃。ロシア皇帝ニコライ1世の三男ニコライ大公の妃。

## 生涯
1838年6月2日にペテルブルクにて、オルデンブルク公子の称号を持つロシア貴族のピョートル・ゲオルギエヴィチ・オリデンブルクスキー公爵とナッサウ＝ヴァイルブルク侯女テレーゼ（ルクセンブルク大公アドルフの同母姉）の娘のオルデンブルク公女アレクサンドラとして生まれた。全名はアレクサンドラ・フリーデリケ・ヴィルヘルミーネ（独: Alexandra Friederike Wilhelmine）。父方の祖母はロシア皇帝パーヴェル1世の四女エカテリーナ・パヴロヴナで、父はニコライ1世の甥である。ロマノフ家とは密接な関係であった為、ロシアで育った。両親は共に芸術的な才能を持ち、熱心な慈善家であった。アレクサンドラは両親から良質な教育を受け、人生を助けが必要とする人に捧げることを教えられた。
1856年2月5日にニコライ1世の三男で父の従弟にあたるロシア大公ニコライ・ニコラエヴィチと結婚した。ルーテル教会信徒として育ってきたが正教会に改宗し、ロシア大公妃アレクサンドラ・ペトロヴナ（Великая княгиня Алекса́ндра Петро́вна）となる。夫との間にニコライとピョートルの2人の息子をもうけた。この結婚はロシア帝室が不品行なニコライ大公を制御するために手配したものだったが、夫婦関係は早くに破綻し不幸なものとなった。
アレクサンドラは地味で真面目な性格であり、素朴さを好んだ。信仰心に厚い彼女は慈善活動に取り組み、1865年にペテルブルクで看護師養成機関を設立した。同年、夫ニコライはのちに長年の愛人となるバレリーナのエカテリーナ・チスロヴァと浮気を始め、チスロヴァと「第二の家庭」を持った。
夫婦関係が壊れた後、1879年に夫から宮殿を追い出され別居した。その後、馬車の事故でほぼ完全に身体が麻痺してしまい、1880年11月に義兄アレクサンドル2世の命令で強制的に外国へ療養に行かされることになる。翌年に義甥アレクサンドル3世が即位すると、ロシアへの帰国とキエフでの居住を許された。足の機能が回復したのち、1889年に貧者に無料で処置をする独自の病院を備えた看護修道女の修道院、ポクロフスキー女子修道院を設立した。同年、アレクサンドラはアナスタシアの名で正教会の修道女となった。 
1900年に修道院で没した。

## 子女
- ニコライ （1856年 - 1929年） - モンテネグロ王女スタナ[注釈 2]と結婚
- ピョートル（1864年 - 1931年） - モンテネグロ王女ミリツァと結婚